# Johannes Röttger
Johannes Röttger (* 1. März 1864 in Northeim; † 11. Dezember 1946 in Berlin) war ein deutscher Bildhauer, überwiegend tätig in Berlin.

## Leben

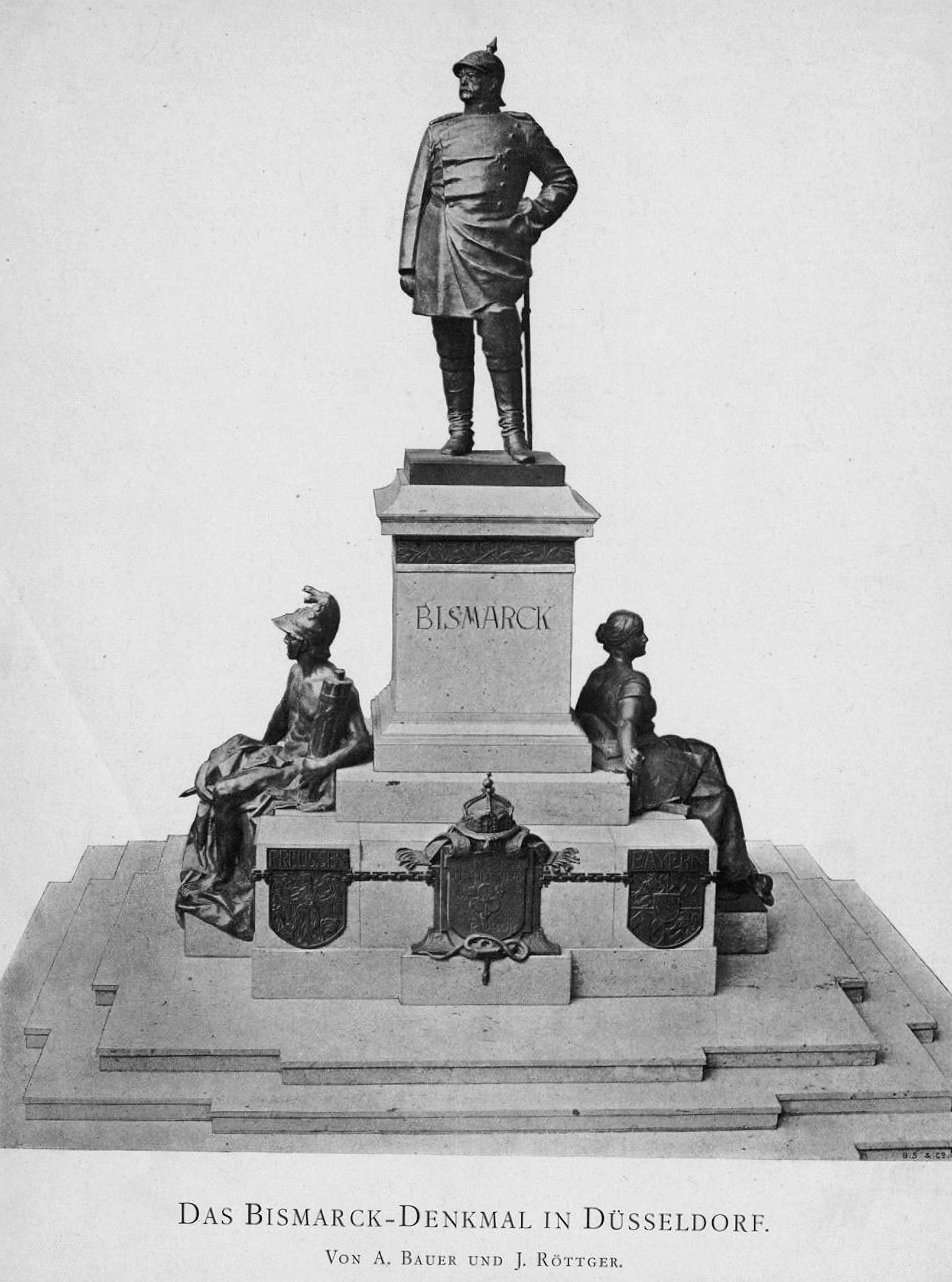
Bismarck-Denkmal in Düsseldorf (1899)

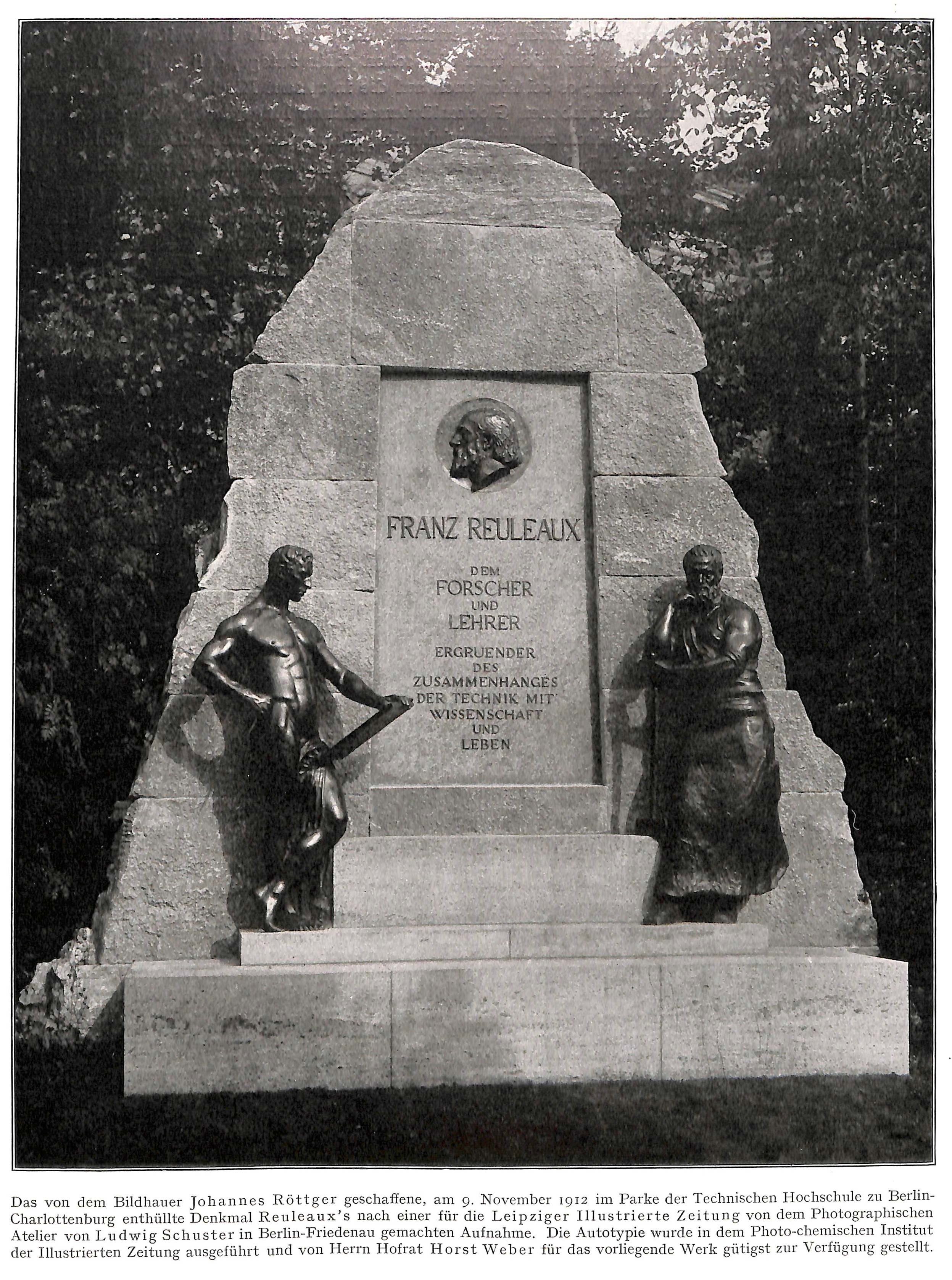
Franz-Reuleaux-Denkmal im Park der Hochschule in Berlin-Charlottenburg (1913)

Johannes Röttger erlernte zuerst den praktischen Beruf der Holzschnitzerei und Bildhauerei und ging um 1887 in das Atelier von Max Baumbach nach Berlin. Gleichzeitig besuchte er die Schule des Kunstgewerbe Museums. Von 1891 bis 1894 besuchte Röttger die Kunstakademie Berlin-Charlottenburg.
Als 1895 Bismarcks 80. Geburtstag anstand, wurde am 19. März 1895 die „Vereinigung Düsseldorfer Bürger zur Errichtung eines Bismarck-Denkmals in Düsseldorf“ ins Leben gerufen. Man entschied sich, das Bismarck-Denkmal in Sichtweite zum einige Jahre zuvor eingeweihten Kaiser-Wilhelm-Denkmal vor der Kunsthalle an der Alleestraße zu platzieren. Schließlich wurde ein Allgemeines Preisausschreiben durchgeführt. Zum Einsendeschluss der Ausschreibung am 1. Februar 1896 lagen insgesamt 40 Entwürfe von 36 Künstlern vor. Ein erster Preis wurde nicht vergeben, den zweiten Preis erhielten Johannes Röttger und August Bauer für den gemeinschaftlichen Entwurf „In patria“ (für das Vaterland), der mit 3000 Mark dotiert wurde. Allerdings mussten sie den Sockelentwurf überarbeiten, bevor sie mit dem Bau des Monuments beginnen durften. Unter künstlerischer Beobachtung änderten Röttger und Bauer ihre Skizze und konnten am 18. Mai 1897 mit der Arbeit am Bismarck-Denkmal beginnen. Der Bronzeguss fand in der Kunstgießerei Lauchhammer statt. Die Fertigstellung und der Aufbau des Standbildes wurden von der Düsseldorfer Firma „Opderbecke & Neese“ ab dem 4. April 1899 übernommen. Die Einweihungsfeier des Düsseldorfer Bismarckdenkmals fand am 10. Mai 1899 statt. Für sein Werk erhielt Röttger am 28. März 1899 den Königlichen Kronenorden.
Anfang 1900 wohnte Röttger im Bernstein’schen Haus, vormals Geiger’sches Haus, auf der Nachodstraße in Berlin-Wilmersdorf, in welchem weitere Maler und Bildhauer, darunter Henny Geiger-Spiegel (1856–1915), Witwe von Nikolaus Geiger, und Franz Flaum (1867–1917), ihren Wohnsitz hatten. Um 1909 bezog Röttger das Ateliergebäude in der Sächsischen Straße 32, dessen Eigentümer er um 1912 wurde. Einige Häuser weiter bewohnte er die Nr. 38. Um 1935 wurde Röttger mit dem Titel Professor im Adressbuch geführt. Zu dieser Zeit hatte der Bildhauer Martin Meyer-Pyritz seine Werkstatt im Atelierhaus. Anfang der 1940er Jahre übernahm die Nordstern Lebensversicherung AG das Grundstück Nr. 32, Röttger wohnte weiterhin nachweislich bis 1943 in der Nr. 38. Er starb 1946 in seiner Wohnung in der Niehofer Straße 7 in Berlin-Hohenschönhausen.

## Werke (Auswahl)
- 1897–1899: Bismarck-Denkmal, Düsseldorf
- 1906: Weibliche Büste und Bildnisrelief, auf der Großen Berliner Kunstausstellung[13]
- 1912: Gedenkstein Franz Reuleaux, Campus der Technischen Hochschule Berlin-Charlottenburg[14]
- 1927: Porträt der Katja Petrowa, Gips, auf der Großen Berliner Kunstausstellung[15]
- 1928: Kopf eines Arbeiters, Gips, auf der Großen Berliner Kunstausstellung[16]